# Kyle Shanahan
Kyle Michael Shanahan, född 14 december 1979, är en amerikansk tränare för San Francisco 49ers  i National Football League (NFL). Han har tidigare varit offensiv koordinator för Atlanta Falcons, Houston Texans, Washington Redskins och Cleveland Browns. Han är son till tidigare NFL-tränaren Mike Shanahan.

## Tränarkarriär

### Collegekarriär
Strax efter att ha tagit examen från Texas år 2003 blev Shanahan assistent åt Karl Dorrell vid UCLA.

### Tampa Bay Buccaneers
Shanahan anställdes 2004 som assisterande tränare för offensiv kvalitetskontroll under huvudtränare Jon Gruden med Tampa Bay Buccaneers.

### Houston Texans
År 2006 anställdes Shanahan av Gary Kubiak som tränare för wide receivers med Houston Texans. Kubiak hade tidigare haft en position som offensiv koordinator under Mike Shanahan med Denver Broncos. Efter en säsong blev Shanahan befordrad till Houstons quarterback-tränare. Den 11 januari 2008 blev Shanahan befordrad till offensiv koordinator och blev därmed den yngsta koordinatorn i NFL.

### Washington Redskins
Innan säsongen 2010 lämnade Shanahan Houston för att ansluta till Washington Redskins som då tränades av hans far, Mike Shanahan. Shanahans prestation med Washington ledde somliga till att ifrågasätta huruvida Shanahans anställning var ett exempel på oförtjänt nepotism. Den 30 december 2013 avskedades Kyle, tillsammans med sin far och resten av tränarstaben, av Washington.

### Cleveland Browns
Den 1 februari 2014 rapporterade medier att Shanahan anställts som offensiv koordinator för Cleveland Browns. Den 8 januari 2015 avgick Shanahan från sin position som offensiv koordinator efter att varit oense med ledningens krav att starta rookiequarterbacken Johnny Manziel.

### Atlanta Falcons
Atlanta Falcons anställde den 18 januari 2015 Shanahan som sin nya offensiva koordinator. Shanahans anfall gjorde flest poäng av alla lag i NFL 2016, vann 11 matcher mot 5 förlorade, vann NFC South och kvalificerade sig för Super Bowl LI mot New England Patriots. Shanahan utsågs till NFL Assistant Coach of the Year för säsongen 2016.
I Super Bowl LI hade Atlanta en ledning med 28-3 över New England, delvis tack vare Shanahans offensiva strategi och Atlantas verkställande av den. Dock blev Shanahan senare kritiserad för att ha varit för aggressiv genom att inte använda en boll-kontrollerande springattack under matchens slutskede, vilket resulterade i att Atlanta förlorade matchen med 34-28 efter övertid.

### San Francisco 49ers
Den 6 februari 2017, en dag efter Super Bowl, blev Shanahan officiellt anställd som den nästa huvudtränaren för San Francisco 49ers.

## Resultat som huvudtränare
| Lag   | År    | Grundserie | Grundserie | Grundserie | Grundserie     | Slutspel | Slutspel  | Slutspel                                        |
| Lag   | År    | Vunna      | Förlorade  | Oavgjorda  | Placering      | Vunna    | Förlorade | Resultat                                        |
| ----- | ----- | ---------- | ---------- | ---------- | -------------- | -------- | --------- | ----------------------------------------------- |
| SF    | 2017  | 6          | 10         | 0          | 4:a i NFC West | —        | —         | —                                               |
| SF    | 2018  | 4          | 12         | 0          | 3:a i NFC West | —        | —         | —                                               |
| SF    | 2019  | 13         | 3          | 0          | 1:a i NFC West | 2        | 1         | Förlorade Super Bowl LIV mot Kansas City Chiefs |
| SF    | 2020  | 5          | 8          | 0          |                |          |           |                                                 |
| Total | Total | 28         | 33         | 0          |                | 2        | 1         |                                                 |

## Privatliv
Kyle Shanahan gifte sig den 5 juli 2005 med Amanda "Mandy" O’Donnell. Paret har tre barn tillsammans.